# VLT de Maceió
El VLT de Maceió, Metro Ligero de Maceió o Metro de Superficie de Maceió es un sistema de transporte público del Gran Maceió, basado en el sistema de vehículos ligeros sobre railes (VLT) y tiene como objetivo modernizar los trenes de Alagoas, y aumentar el tráfico de pasajeros en los trenes. Fue  implantado a las 9:00 del día 10 de octubre de 2011.
El VLT de Maceió tiene ocho vehículos con una velocidad máxima de 80 km/h y actúan en una única línea activa, con 32 km y 15 estaciones, ubicadas en las ciudades de Maceió, Satuba y Río Largo. Está prevista una ampliación de esa línea, con la implantación de nuevos ramales y 4 estaciones más en Maceió.
La Compañía Brasileña de Trenes Urbanos (CBTU) de Maceió administra la línea, que transporta a 40.000 personas, con intervalos de 15 minutos y que pagan 0,50 reales por viaje.

## Proyecto
El ministro de las Ciudades, Marcio Fortes de Almeida, participó el 20 de mayo de 2009 del lanzamiento de la licitación del VLT de Maceió.
El 3 de noviembre de 2009, el prefecto de Maceió Cícero Almeida anunció el inicio de la primera etapa de la construcción, el 9 de noviembre de 2009 comenzaron las sustituciones de los raíles tendidos en el trecho entre el Centro hasta la avenida Siqueira Campos.
El 17 de noviembre de 2009, la prefectura de Maceió, por medio de la Secretaría Municipal de Abastecimiento (Semab), inició el traslado de los comerciantes que ocupaban la línea de la vía férrea en las proximidades del Mercado de la Producción.
Los railes pasan por toda la extensión de la avenida Buarque de Macedo siendo revitalizados en la misma época de la reforma de la línea Maceió-Río Largo, como parte del proyecto de expansión del VLT de la ciudad de Maceió, pero hasta comienzos de 2013 se encontraban sin uso y, en cierto modo, abandonados.

## Proyecto VLT Fernandes Lima
Después de la inauguración del VLT Maceió-Río Largo, el gobierno del estado de Alagoas, de acuerdo con la prefectura de Maceió, lanzó la propuesta de retirar los autobuses de una de las principales "arterias" de la ciudad, la avenida Fernandes Lima, para ceder espacio al VLT. Las constructoras OAS LTDA y QUEIROZ GALVÃO S/A desarrollaron los estudios de implantación, con finalización prevista para finales de febrero de 2013.
La propuesta inicial preveía un trayecto de 20 km, del centro de Maceió hasta el Aeropuerto Internacional Zumbi dos Palmares, con 18 composiciones en funcionamiento que serían implantados a ambos lados del paseo central de la Avenida Fernandes Lima, poseería 17 estaciones (entre estaciones integradas y terminales) y beneficiaría a cerca de 140.000 pasajeros todos los días.
Se aprobó un presupuesto de 280 millones de reales brasileños a través del Programa de Aceleración del Crecimiento 2 del gobierno federal para el proyecto, siendo 137 millones de reales de la Unión y 147 millones del Tesoro Estatal.
El proyecto será ejecutado en 2 etapas, la primera compuesta por el trecho del centro hasta el supermercado Makro, y la segunda compuesta por el resto de la línea hasta el aeropuerto.
El inicio de las obras para la primera etapa está previsto para agosto de 2013, con término previsto para finales de 2014.